# Colin Chapman

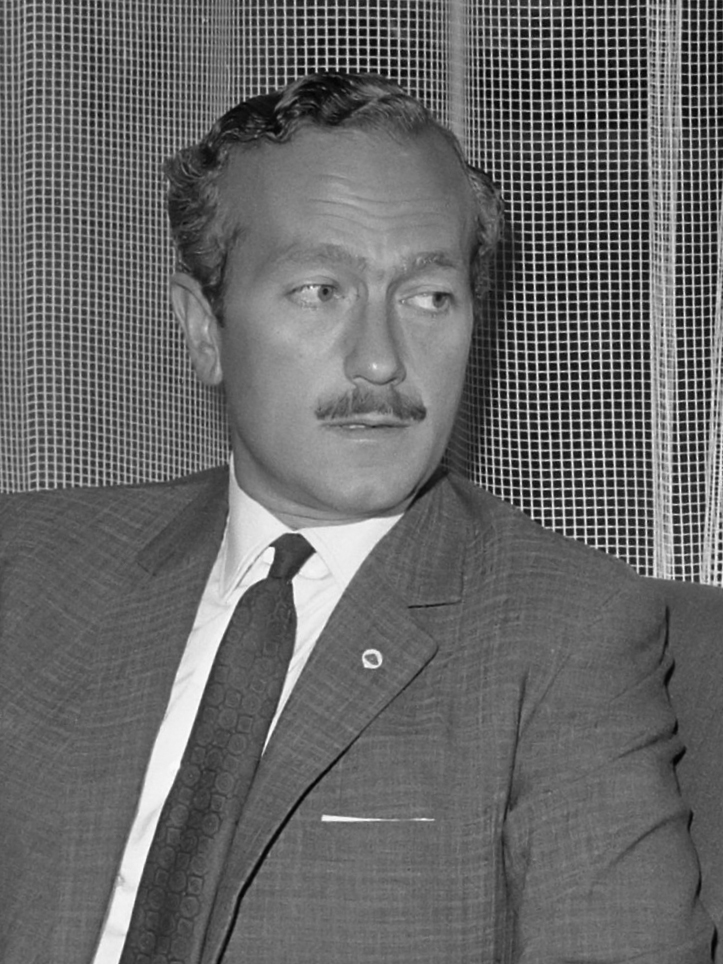
Colin Chapman (1965)

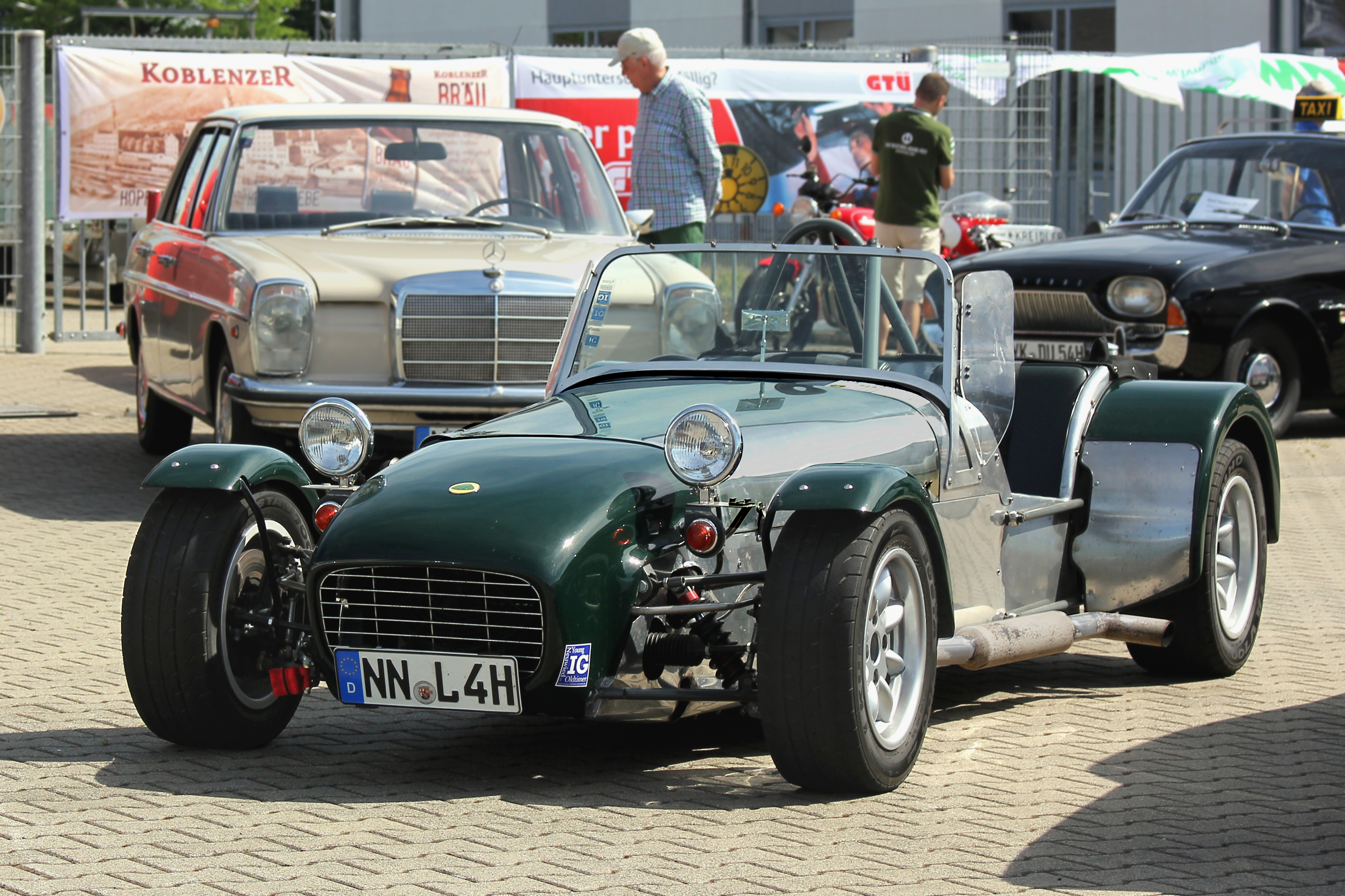
Lotus Seven

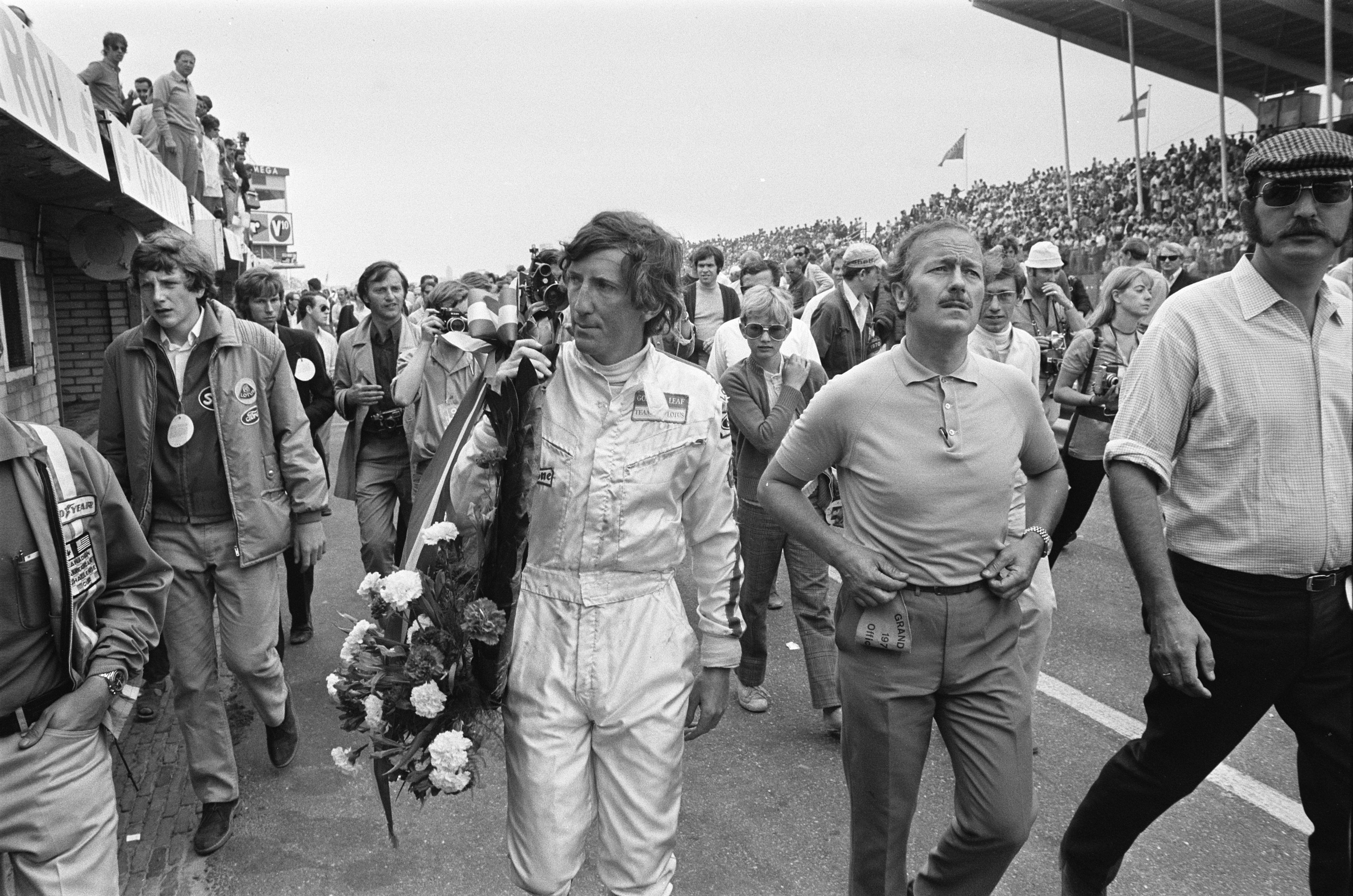
Colin Chapman mit Jochen Rindt nach dessen Sieg beim Großen Preis der Niederlande 1970

Anthony Colin Bruce Chapman (* 19. Mai 1928 in London; † 16. Dezember 1982 in Norfolk) war ein englischer Rennwagen-Konstrukteur. Er war der Gründer der Rennsportmarke Lotus und des Rennstalls Team Lotus.

## Karriere
Colin Chapman wurde im Südwesten von London in Richmond, Surrey, geboren. Von ihm heißt es, dass er schon als Schüler ein guter Zeichner und in handwerklichen Dingen begabt war. Unter anderem habe er eine „Seifenkiste“ gebaut, die sich durch Einzelradaufhängungen auszeichnete, und während seines 1945 begonnenen Studiums habe er einen Austin Seven aus den Vorkriegsjahren zum offenen Zweisitzer umgebaut. 1948 sei dieser Austin in Lotus Mk I umbenannt und unter dem neuen Namen amtlich registriert worden. Colin Chapman studierte Bautechnik am University College London und anschließend Luftfahrttechnik an der University Air Squadron.
Nach dem Studium wollte Chapman Pilot der Royal Air Force (RAF) werden. Davon riet ihm sein Vater jedoch ab, nachdem ein Onkel als Flieger im Krieg gefallen war. Deshalb konzentrierte sich Chapman fortan auf Automobile. Er fuhr Trials im Gelände und baute weiterhin sportliche kleine Wagen auf. Zu seinem ersten Rundstreckenrennen startete er am 12. Mai 1951 in der 750-cm³-Klasse und gewann. Das Auto war der Lotus Mk III mit Aluminiumkarosserie, erneut auf Basis eines Austin. Inzwischen hatte Chapman in der Tottenham Lane im Londoner Stadtteil Hornsey eine Werkstatt eingerichtet, in der außer ihm seine Freunde Michael und Nigel Allen arbeiteten. Etwa um 1953 kam Graham Hill als Mechaniker hinzu, den Chapman zufällig in Brands Hatch getroffen hatte.
Zusammen mit seiner Lebensgefährtin Hazel Williams, die er am 16. Oktober 1954 heiratete, gründete Chapman 1952 die Lotus Engineering Co Ltd. und baute zunächst den später berühmt gewordenen Lotus Seven, den er nicht nur als Komplettfahrzeug verkaufte, sondern auch als Bausatz zum halben Preis anbot. Der Gitterrohrrahmen dieses Sportwagens kam von einem Zulieferer. Sein Arbeitsverhältnis mit einem Unternehmen der Aluminiumindustrie kündigte Chapman 1955. Neben dem Lotus Seven entwickelte er reine Rennsportwagen mit aerodynamisch günstig geformter Karosserie, die er auf dem Gelände des Flugzeugbauers De Havilland erprobte. Als großen Erfolg betrachtete er die Zulassung seines Lotus Mk IX zum 24-Stunden-Rennen von Le Mans 1955. Er fuhr den Wagen zusammen mit Ron Flockhart, wurde aber disqualifiziert, nachdem er von der Strecke abgekommen und rückwärts auf die Piste zurückgefahren war. Sein Rennsportteam hatte er 1954 gegründet. 1958 trat er mit dem Frontmotor-Typ Lotus 12 in der Formel 1 an.
Mit zahlreichen Innovationen im Rennwagenbau konnte er immer wieder neue Maßstäbe setzen. Seine wichtigsten Erfindungen waren die Einführung der Monocoque-Bauweise in den 1960er Jahren, die Erfindung der sogenannten Wingcars in den 1970er Jahren (mit einem aerodynamisch ausgeformten Unterboden) sowie der legendäre Lotus 88 mit dem Doppel-Chassis.
Chapman starb am 16. Dezember 1982 an Herzversagen. Nach seinem Tod kamen Gerüchte auf, er sei nicht gestorben, sondern lediglich untergetaucht. Angeblich habe er zusammen mit John DeLorean, dem Gründer der Sportwagenmarke DeLorean, 17,6 Millionen Pfund, die sich aus 5 Millionen Pfund Regierungsgeldern und 12,5 Millionen Pfund privater Investoren zusammensetzten, auf Privatkonten in die Schweiz verschoben. Zusätzlich soll er in eine Rauschgiftaffäre verwickelt gewesen sein.
Kurz vor seinem Tod soll Chapman geäußert haben, kleine Flugzeuge und sogar Jets bauen zu wollen.
Mit seiner Ehefrau Hazel hatte er den gemeinsamen Sohn Clive Chapman und zwei Töchter.

## Statistik

### Le-Mans-Ergebnisse
| Jahr | Team              | Fahrzeug     | Teamkollege           | Platzierung | Ausfallgrund    |
| ---- | ----------------- | ------------ | --------------------- | ----------- | --------------- |
| 1955 | Lotus Engineering | Lotus Mk9    | Ron Flockhart         | Ausfall     | Disqualifiziert |
| 1956 | Lotus Engineering | Lotus Eleven | Herbert MacKay-Fraser | Ausfall     | Antriebswelle   |

### Sebring-Ergebnisse
| Jahr | Team          | Fahrzeug     | Teamkollege   | Teamkollege | Platzierung             | Ausfallgrund |
| ---- | ------------- | ------------ | ------------- | ----------- | ----------------------- | ------------ |
| 1957 | Lotus Company | Lotus Eleven | Joe Sheppard  | Dick Dungan | Rang 11 und Klassensieg |              |
| 1958 | Team Lotus    | Lotus Eleven | Cliff Allison |             | Rang 6                  |              |

### Einzelergebnisse in der Sportwagen-Weltmeisterschaft
| Saison | Team  | Rennwagen    | 1   | 2   | 3   | 4   | 5   | 6   | 7   |
| ------ | ----- | ------------ | --- | --- | --- | --- | --- | --- | --- |
| 1954   | Lotus | Lotus Mk4    | BUA | SEB | MIM | LEM | RTT | CAP |     |
| 1954   | Lotus | Lotus Mk4    |     | DNF |     |     |     |     |     |
| 1955   | Lotus | Lotus Mk9    | BUA | SEB | MIM | LEM | RTT | TAR |     |
| 1955   | Lotus | Lotus Mk9    |     |     |     | DNF | 11  |     |     |
| 1957   | Lotus | Lotus Eleven | BUA | SEB | MIM | NÜR | LEM | KRI | CAR |
| 1957   | Lotus | Lotus Eleven | 11  |     |     |     |     |     |     |
| 1958   | Lotus | Lotus Eleven | BUA | SEB | TAR | NÜR | LEM | RTT |     |
| 1958   | Lotus | Lotus Eleven | 6   |     |     |     |     |     |     |